# 禹会区
禹会区是中國安徽省蚌埠市下辖的一个区。2004年1月将蚌埠市西市区改为禹会区。总人口約33万人，区域面積为331平方公里。区人民政府驻塗山路429號。
2004年1月，将蚌埠市西市区更名为禹会区。禹会区辖原西市区的大庆、张公山、纬四3个街道，朝阳街道的红旗里、平安里、新风、创新、新村5个居委会，钓鱼台街道的继红、钓鱼台、安平、燕山路、迎河桥5个居委会；原郊区长青乡的许庄、九龙、山香、黄山、王岗、石巷6个村，秦集镇的秦集、九塘、河北、东周、姜顾、花郢、西朱、禹会、大徐、高埂、前郢、冯东、冯西、宗洼、草寺、大孔、老贯徐、三尖塘、彭巷、仁和、枣林、周蔡、杭刘、广德24个村。

## 行政区划
禹会区下辖5个街道办事处、2个镇、1个乡：
朝阳街道、纬四街道、大庆街道、张公山街道、钓鱼台街道、秦集镇、马城镇和长青乡。

## 人口
根據第七次人口普查數據，截至2020年11月1日零時，禹會區常住人口為325814人。